# 雀斑硬頭魚
雀斑硬頭魚（学名：Craterocephalus lentiginosus）為輻鰭魚綱銀漢魚目銀漢魚科的其中一種，分布於西澳大利亞Roe河上游及Wyulda溪流域，體長可達8公分，為熱帶魚類，棲息在岩石底質且流動快速的溪流，生活習性不明。